# Honkasuo
Honkasuo (en suédois : Hongasmossa) est une section du quartier de Kaarela à Helsinki en Finlande.

## Présentation
Honkasuo est un quartier résidentiel en construction à Helsinki, au nord de Malminkartano. 
Honkasuo est construit dans la zone forestière près du sommet de Malminkartano, juste à côté de la limite de Myyrmäki à Vantaa. Honkasuo a 471 habitants et comptera environ 1 600 habitants.

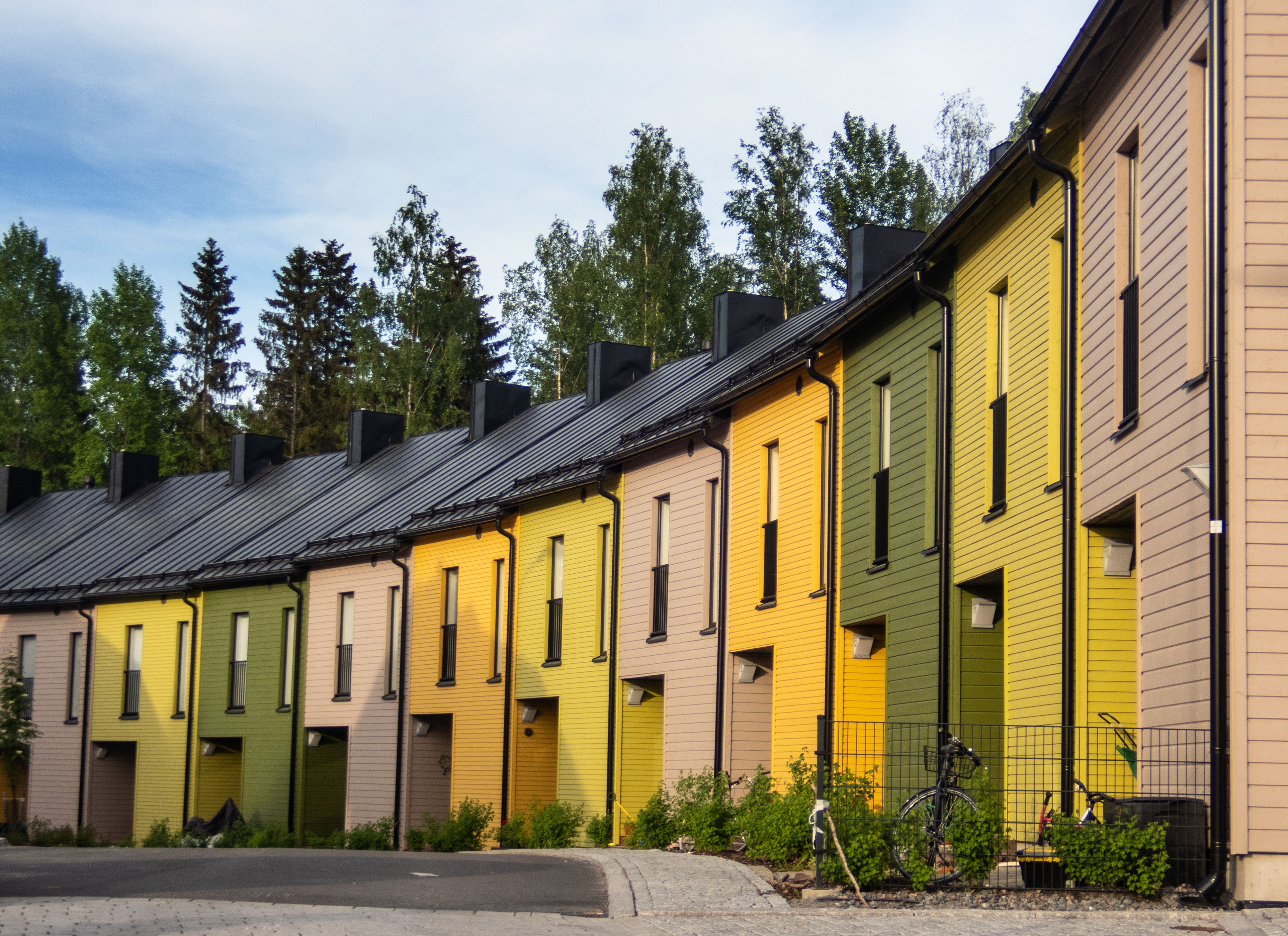
Maisons en bois à Honkasuo en juin 2021.

## Transports
Honkasuo est situé à proximité de la gare de Malminkartano et de la gare de Myyrmäki, qui sont reliées par la ceinture périphérique ferroviaire au centre-ville d'Helsinki et à l'aéroport d'Helsinki-Vantaa, ainsi qu'à Tikkurila. 
La ligne interurbaine 560 a été mise en service fin 2015 du côté de Myyrmäki.
Le terminus de la ligne de bus 37 (Kamppi - Malminkartano-Honkasuo) et de la ligne de nuit 39N (Asema-aukio - Malminkartano -Honkasuo) a été déplacé en août 2017 de Naapuripellontie vers Honkasuo.